# Chaceon affinis
Chaceon affinis är en kräftdjursart som först beskrevs av Alphonse Milne-Edwards och Eugène Louis Bouvier 1894.  Chaceon affinis ingår i släktet Chaceon och familjen Geryonidae. Inga underarter finns listade i Catalogue of Life.

## Bildgalleri

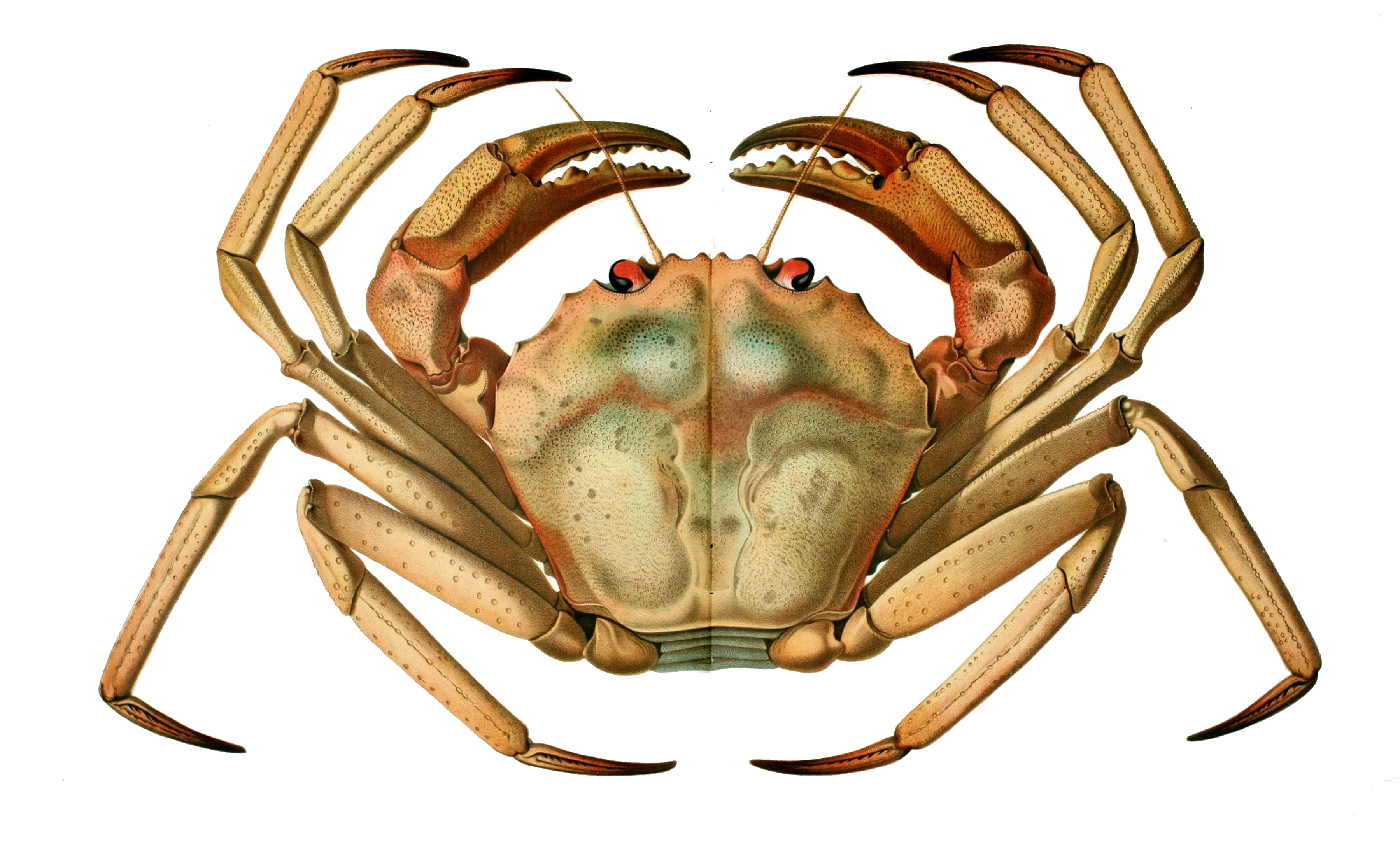